# Polonez (LRM)
Pour les articles homonymes, voir Polonez.
 (janvier 2021).
La mise en forme du texte ne suit pas les recommandations de Wikipédia : il faut le « wikifier ».
Les points d'amélioration suivants sont les cas les plus fréquents. Le détail des points à revoir est peut-être précisé sur la page de discussion.
- Les titres sont pré-formatés par le logiciel. Ils ne sont ni en capitales, ni en gras.
- Le texte ne doit pas être écrit en capitales (les noms de famille non plus), ni en gras, ni en italique, ni en « petit »…
- Le gras n'est utilisé que pour surligner le titre de l'article dans l'introduction, une seule fois.
- L'italique est rarement utilisé : mots en langue étrangère, titres d'œuvres, noms de bateaux, etc.
- Les citations ne sont pas en italique mais en corps de texte normal. Elles sont entourées par des guillemets français : « et ».
- Les listes à puces sont à éviter, des paragraphes rédigés étant largement préférés. Les tableaux sont à réserver à la présentation de données structurées (résultats, etc.).
- Les appels de note de bas de page (petits chiffres en exposant, introduits par l'outil «  Source ») sont à placer entre la fin de phrase et le point final[comme ça].
- Les liens internes (vers d'autres articles de Wikipédia) sont à choisir avec parcimonie. Créez des liens vers des articles approfondissant le sujet. Les termes génériques sans rapport avec le sujet sont à éviter, ainsi que les répétitions de liens vers un même terme.
- Les liens externes sont à placer uniquement dans une section « Liens externes », à la fin de l'article. Ces liens sont à choisir avec parcimonie suivant les règles définies. Si un lien sert de source à l'article, son insertion dans le texte est à faire par les notes de bas de page.
- La présentation des références doit suivre les conventions bibliographiques. Il est recommandé d'utiliser les modèles {{Ouvrage}}, {{Chapitre}}, {{Article}}, {{Lien web}} et/ou {{Bibliographie}}. Le mode d'édition visuel peut mettre en forme automatiquement les références.
- Insérer une infobox (cadre d'informations à droite) n'est pas obligatoire pour parachever la mise en page.

Pour une aide détaillée, merci de consulter Aide:Wikification.
Si vous pensez que ces points ont été résolus, vous pouvez retirer ce bandeau et améliorer la mise en forme d'un autre article.
Le système Polonez (en biélorusse : Полонез) est un lance-roquettes multiple ou un lance-missiles tactiques créé par l'industrie biélorusse.

## Historique
Etudié par BelSpetsVneshTechnika (BSVT) afin de remplacer les BM-27 Uragan et BM-30 Smerch, le Polonez a commencé à être développé dans les années 2010. Sa première présentation publique a eu lieu le 9 mai 2015, lors du défilé militaire de la Victoire à Minsk. Après des tests de tir effectués dans l'oblast de Gomel, les premiers exemplaires entrent en service en août 2016 au sein de la 336e brigade d’artillerie.
Une version améliorée (Polonez M) est ensuite entrée en service en 2019 dans l'armée biélorusse.
Le Polonez est également proposé à l'exportation et a été acquis par l'Azerbaïdjan qui l'a utilisé lors de la Guerre du Haut Karabagh en 2020.

## Description
Le Polonez est un système articulé autour de plusieurs véhicules : lanceurs, de commandement et de rechargement. Le véhicule de commandement est relié à un drone chargé du repérage et de la désignation des cibles ainsi que de l'évaluation des dégâts.
Le véhicule lanceur est basé sur un camion MZKT 7930 sur lequel sont installés deux modules de 4 roquettes de 300mm (dérivée du systèmes chinois A200) logées dans des silos individuels. Trois types de charge militaires sont possibles : hautement explosives (HE), hautement explosives à fragmentation (HEF) ou fragmentation anti-blindages (FSPC) pour neutraliser les blindés par le toit. 
Guidée par un système de navigation inertielle, la trajectoire des roquettes peut être ajustée en vol à l'aide d'un système GPS, l'erreur circulaire probable annoncée par le fabricant étant de 30 à 50 mètres. Le Polonez peut engager 8 cibles différentes en une seule salve d'une durée de 50 secondes, la préparation du tir prenant 8 minutes. La portée de tir est comprise entre 50 et 200 kilomètres.
Pour sa part, le véhicule de commandement, mis en œuvre par un équipage de 4 hommes, assure la liaison entre les différents véhicules lanceurs qui composent la batterie et les véhicules de rechargement. La portée des communications serait de 10 kilomètres avec des véhicules en mouvement, et jusque 30 kilomètres véhicules à l'arrêt.
En 2019, une version améliorée appelée Polonez-M est présentée lors du salon de l'armement MILEX à Minsk. Capable de mettre en œuvre le missile balistique chinois à courte portée M300 doté d'une charge explosive de 480 kilos, elle permet de rivaliser avec la version export de l'Iskander russe. Sa portée atteint 290 kilomètres.

## Utilisateurs

### Biélorussie
En service depuis août 2016 dans la 336e brigade d'artillerie. La version Polonez M est entrée en service en mai 2019.

### Azerbaïdjan

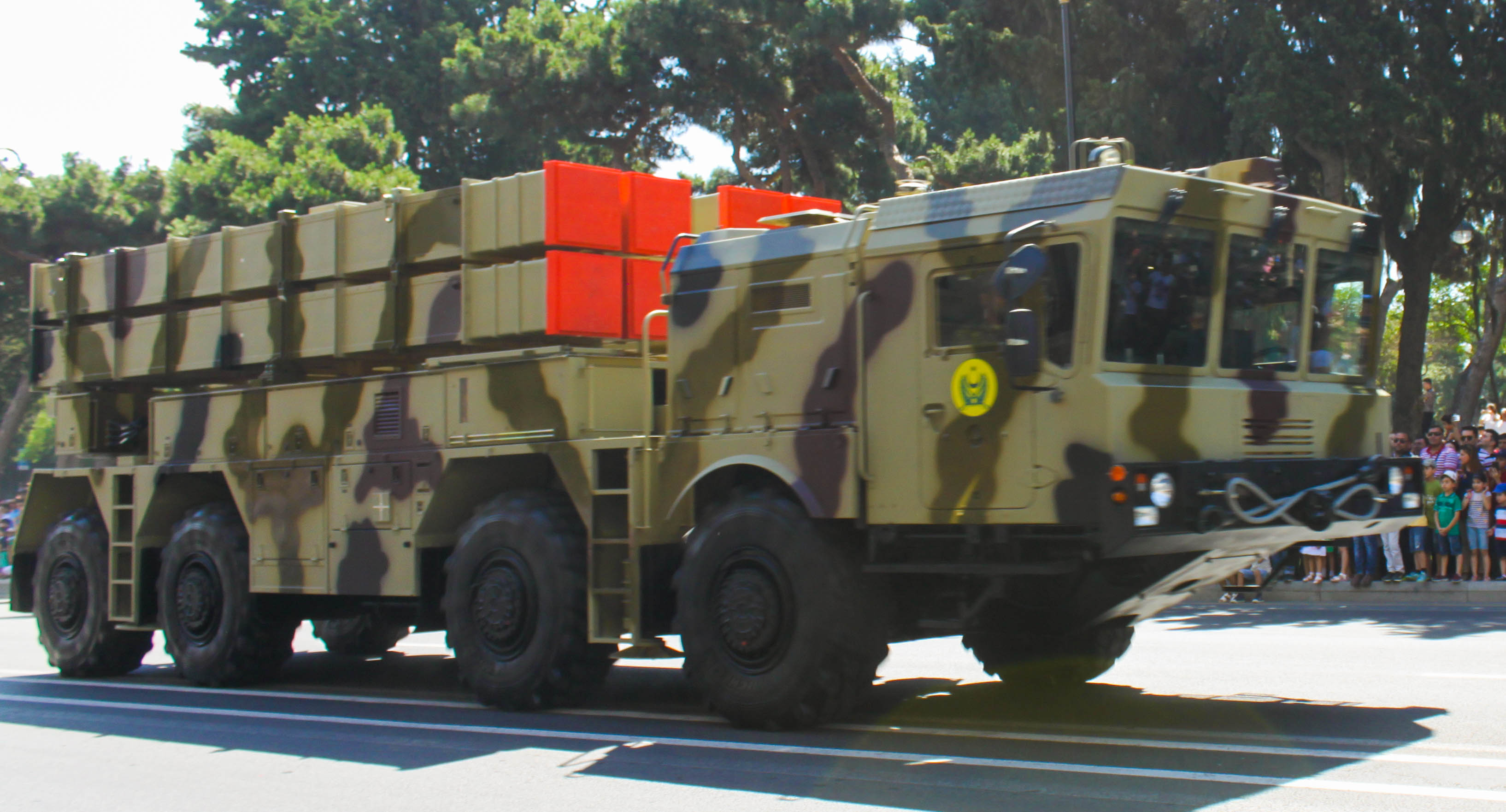
Un Polonez azerbaïdjanais lors d'un défilé à Bakou.

Une dizaine d'exemplaires depuis 2018. Le 18 avril 2018, le journal russe Kommersant annonce que la Biélorussie va livrer à l'Azerbaïdjan une dizaine de systèmes Polonez. L'Azerbaidjan était intéressé par le Polonez depuis sa présentation à MILEX en 2016, le ministre de la Défense azerbaïdjanais, Zakir Hasanov, s'était rendu plusieurs fois en Biélorussie pour discuter de sa vente. L'acquisition du Polonez a été considéré comme un moyen d'apporter une riposte aux Iskander-E dont est équipée l'Arménie. Les Polonez azerbaidjanais ont été engagés lors de la Guerre du Haut-Karabagh en 2020. Selon des sources arméniennes, ils ont notamment servi à bombarder Stepanakert.